# 현대교통 (광주)
현대교통(現代交通)은 광주광역시의 시내버스 업체이고 본사는 광주광역시 광산구 동곡로 411-5, 411-7 (월전동)에 위치해 있다. 1966년 설립되어, 광주광역시 시내버스 업체중 대창운수, 을로운수 다음으로 큰 업체이다.

## 연혁
- 1966년 3월 3일: 회사 설립
- 2012년 9월 1일: 을로운수에 인수[1]
- 2014년 7월 29일: 삼아교통을 인수해서 차고지 병합

## 현황
2016년 5월 기준이다.
| 운행업체 | 면허 대수 | 면허 대수 | 면허 대수  | 면허 대수 | 주소                | 면허 일자      |
| -------- | --------- | --------- | ---------- | --------- | ------------------- | -------------- |
| 운행업체 | 대수 합계 | 시내버스  | 농어촌버스 | 시외버스  | 주소                | 면허 일자      |
| 현대교통 | 77        | 77        | -          | -         | 광산구 동곡로 411-7 | 1966년 3월 3일 |

## 운행 노선
- ● 좌석02번: 무등산국립공원(증심사) ~ 한국에너지공과대학본관(대진운수, 대창운수, 동화운수, 라정시내버스, 삼아교통, 세영운수, 을로운수, 대원시내버스, 삼원운수 공동운행)
- ● 선운14번: 송산유원지(종점) ~ 화정무등파크
- ● 송정19번: 도산동 ~ 장등동(대창운수)
- ● 봉선37번: 송산유원지(종점) ~ 월남동(동화운수 공동운행)
- ● 일곡38번: 살레시오고등학교 ~ 송산유원지(종점)(대창운수 공동운행)
- ● 송암68번: 송암공단(세영운수) ~ KTX스포츠파크(을로운수, 대창운수 · 대원시내공동운행)
- ● 임곡90번: 원사호마을 ~ 두산(라정시내 공동운행)
- ● 송정98번: 도산동 ~ 용산지구 (광주역 경유)
- ● 송정99번: 용봉마을 ~ 양동시장역 (천변) (첫 차는 대촌동주민센터에서 출발)
- ● 송정197번: 도산동 ~ 삼서면사무소

## 보유 차량

#### KGM커머셜
- 에디슨모터스 스마트 093
- KGM 스마트 110

#### 현대자동차
- 현대 그린시티
- 현대 뉴 슈퍼 에어로시티
- 현대 저상 뉴 슈퍼 에어로시티
- 현대 블루시티
- 현대 유니시티
- 현대 일렉시티
- 현대 뉴 프리미엄 유니버스 엘레강스